# Palácio Moika
O Palácio Moika ou Palácio de Yusupov (em russo: Дворец Юсуповых на Мойке, literalmente o palácio do Yusupovs no Moika) foi a principal residência dos Yussupovs, em São Petersburgo, na Rússia. O edifício foi o local do assassinato de Grigori Rasputin cometido por vários membros da corte, incluindo Félix Yussupov, no início da manhã de 17 de dezembro de 1916.

## História
O palácio foi construído por volta de 1776 pelo arquiteto francês Jean-Baptiste Michel Vallin de La Mothe. Ao longo dos anos numerosos arquitetos bem conhecidos trabalharam no palácio, incluindo o escultor italiano Emilio Sala, produzindo uma variedade de estilos arquitetônicos. Andrei Mikhailov reconstruiu o edifício durante a década de 1830, quando os Yussupovs tornaram proprietários do edifício. Este foi o período em que o palácio atingiu sua aparência atual.
De 1830 a 1917, o palácio pertenceu a casa de Yussupov, uma rica família de nobres russos conhecida por sua filantropia e coleções de arte. Na época da Rússia Imperial, o Palácio ficou conhecido como Palácio de Yussupov. 

## Período Soviético
A Revolução Russa aconteceu alguns anos após a morte de Rasputin e, uma vez que os soviéticos chegaram ao poder, confiscaram a propriedade dos nobres. Em 1925, o palácio foi entregue ao Comissariado de Educação da cidade. Enquanto a maioria dos palácios dos nobres foram convertidos para uso mundano, o Comissariado de Educação decidiu preservar o palácio como um museu público. Hoje o palácio serve como um "Palácio da Cultura para Educadores". As áreas da recepção do segundo andar e a parte do edifício associada ao assassinato de Rasputin, são mantidas como museu aberto às excursões públicas. O pátio onde Rasputin tentou fugir de seus assassinos está agora ocupado por um playground de jardim de infância adjacente ao edifício principal.